# Nissan Diesel Quon
UD Quon, до 2010 року Nissan Diesel Quon — це вантажні автомобілі, що виробляються компанією Nissan Diesel з 2004 року.

## Опис

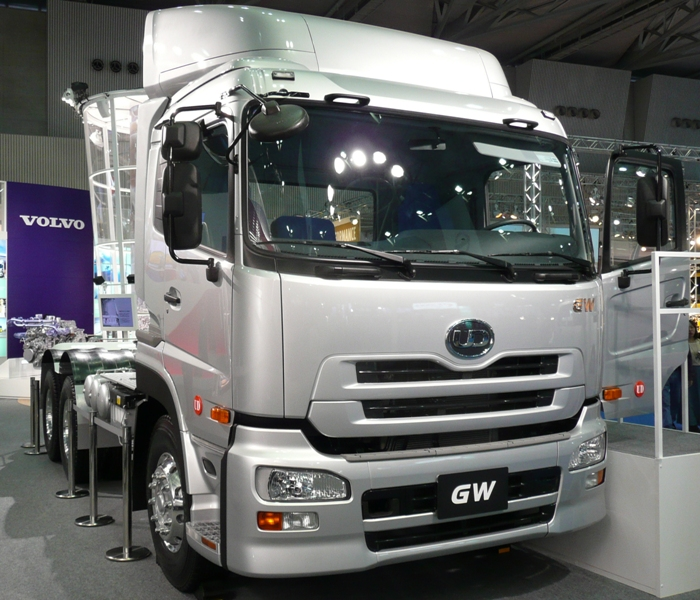
UD Quon (2010-2017)

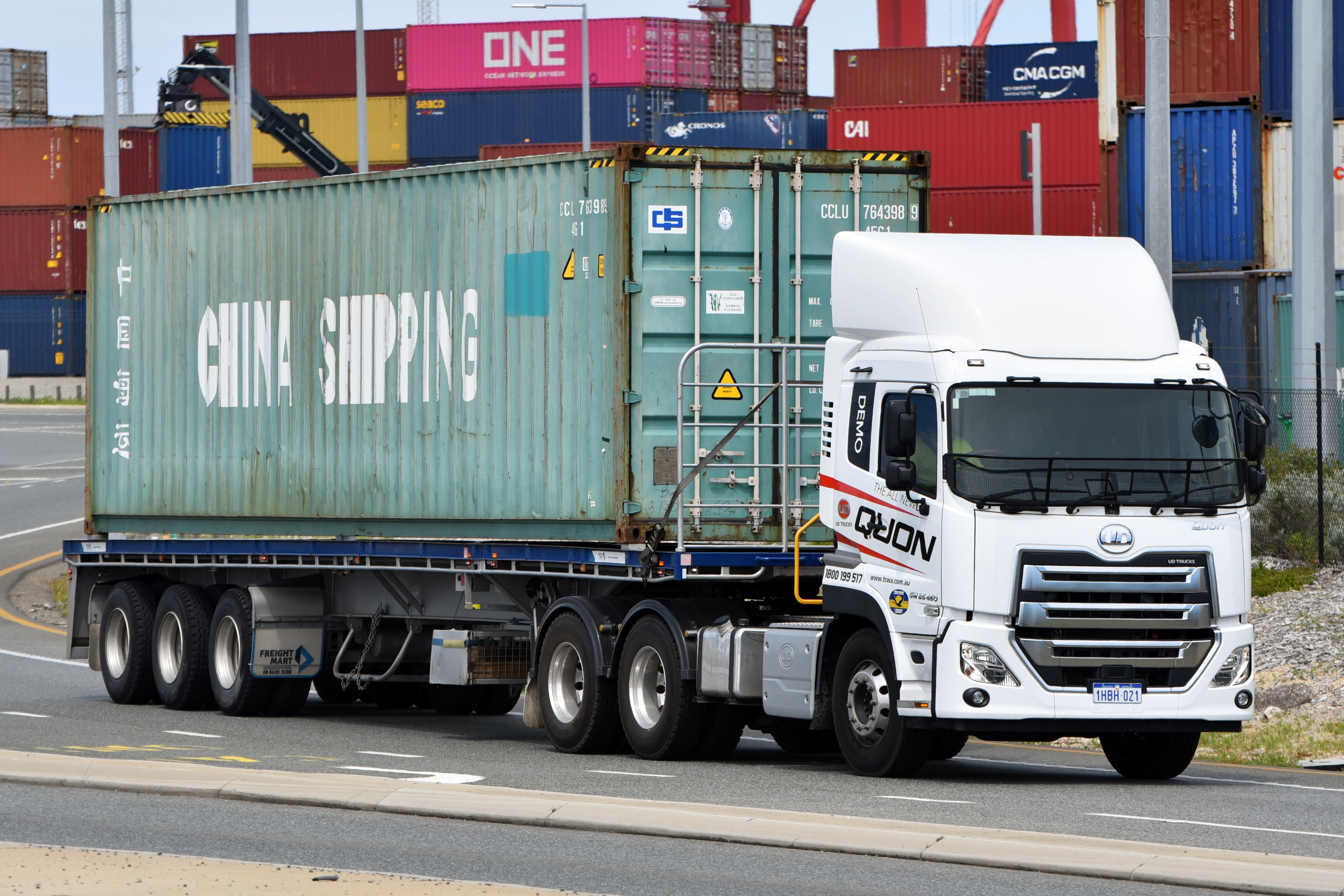
UD Quon (з 2017)

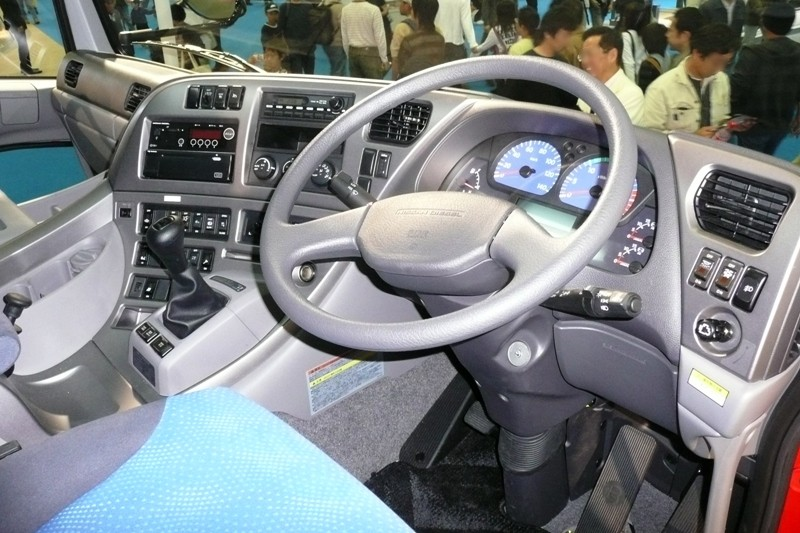
Кабіна Nissan Diesel Quon

У листопаді 2004 р. в програмі Nissan Diesel з'явилася серія важких вантажівок Quon повною масою 20-25 т., в якій втілені всі останні розробки, спрямовані на зниження витрат на експлуатацію і зниження шкідливого впливу на навколишнє середовище. На них використовуються 6-циліндрові двигуни GE13 потужністю 350-410 к.с. з ефективнішим процесом згоряння, що забезпечує скорочення витрати палива при русі з високими швидкостями на 10%. Серійним обладнанням вантажівок Quon стала система Flends для зниження вмісту окислів азоту у відпрацьованих газах шляхом додавання в них 32,5-процентного аміачного розчину AdBlue. Повністю новою стала «аеродинамічніша» і безпечніша кабіна, в якій вперше у світі для серійних вантажівок використовуються надувні подушки безпеки для колін водія. На замовлення монтуються системи голосового і візуального оповіщення про зміну прийомів водіння. Застосування цієї системи дозволяє економити від 5 до 25% палива. Серія Quon включає поодинокі моделі CD, CV (6x2), CW, CX (6x4) і CG (8x4), а також сідловий тягач SCR (4x2), обладнані автоматизованими коробками передач Escot і задньою пневматичною підвіскою.
11 квітня 2017 року UD Quon отримав модернізовану кабіну, а також новий 11-літровий дизельний двигун GH11. З ним агрегатуються як механічні коробки, так і АКПП ESCOT-VI з електронним управлінням. Новий модельний ряд складається з моделей: Quon CD (повна маса від 20 до 25 тонн, колісна формула 6х2), Quon CG (повна маса від 21 до 25 тонн, колісна формула 8х4), Quon CW (повна маса від 20 до 22 тонн, колісна формула 6х4) і Quon CX (повна маса від 22 до 23,5 тонн, колісна формула 6х4).

## Модельний ряд
- CK 4x2
- CD 6x2R
- CV 6x2F
- CW 6x4
- CX 6x4
- CG 8x4
- CF 4x4
- CZ 6x6
- GK 4x2
- GW 6x4
- CV-P 6x2
- CW-P 6x4

## Двигуни
Двигуни Quon використовують технологію селективного каталітичного відновлення AdBlue Urea.
- MD92-TB І6 OHC 9.203 cc 340 к.с.
- MD92-TC І6 OHC 370 к.с.
- GH8 І6 OHC 7.700cc 280 к.с.
- GH11-TA І6 OHC 10.836 cc 350 к.с.
- GH11-TB І6 OHC 380 к.с.
- GH11-TC І6 OHC 410 к.с.
- GE13-TB І6 OHC 13.074 cc 380 к.с.
- GE13-TC І6 OHC 410 к.с.
- GE13-TD І6 OHC 440 к.с.
- GE13-TF І6 OHC 520 к.с.

## Зноски
1. ↑  Nissan Diesel NISSAN DIESEL QUON Новинка. Архів оригіналу за 21 вересня 2008. Процитовано 11 квітня 2010. [Архівовано 2008-09-21 у Wayback Machine.]